# Dorcadion rolandmenradi
Dorcadion rolandmenradi là một loài bọ cánh cứng trong họ Cerambycidae.